# Насиру Мохамед
Насиру Мохамед е ганайски професионален футболист, който играе като полузащитник.

## Биография
Роден е на 6 юни 1994 г. в Кумаси, Гана. Висок е 1.72 м.

### Кариера
Мохамед започва кариерата си на девет години, като се присъединява към базирания в Кумаси футболен клуб Лацио (под 12 до 17 години). През 2010 г. той е приет в Rainbow FC. Той игра две години и беше отпуснат на заем на БК Хекен на 23 август 2012 г. Дебютира за БК Хекен на 26 август 2012 г. срещу ИФ Елфсбори. Само след шест минути той вкара първия си гол, като изравни резултата на 2 – 2. Пет минути по-късно той вкара отново. Мачът завърши 4 – 2 за БК Хекен. След като вкара четири гола само в седем мача, на 6 октомври 2012 г. БК Хекен изтегли продажбената опция от Rainbow FC и той подписа четиригодишен договор.
На 23 юли 2019 г. той бе продаден за 250 000 евро на Левски София по тригодишна сделка. Той отбеляза първия си гол за клуба при победата на мача с 1 – 5 купа срещу ФК Спартак Варна на 25 септември 2019 г.